# Diamante D'Oeste
Diamante D'Oeste è un comune del Brasile nello Stato del Paraná, parte della mesoregione dell'Oeste Paranaense e della microregione di Toledo.